# 4976 Choukyongchol
4976 Choukyongchol eller 1991 PM är en asteroid i huvudbältet som upptäcktes den 9 augusti 1991 av den japanska astronomen Kazuro Watanabe vid JCPM Sapporo. Den är uppkallad efter den sydkoreanska astronomen Cho Gyeong-chul.
Asteroiden har en diameter på ungefär 16 kilometer och den tillhör asteroidgruppen Eos.